# Veljko Kadijević
Veljko Kadijević (Glavina Donja, Imotski,  21.  studenoga 1925. – Moskva, 2. studenoga 2014.), general-armije Jugoslavenske narodne armije, savezni ministar obrane SFRJ Jugoslavenske narodne armije od 1988. do 1992. godine i de facto njezin glavni zapovjednik u agresiji na Sloveniju i Hrvatsku.

## Životopis

### Podrijetlo i Drugi svjetski rat
General-armije Veljko Kadijević je rođen 21. studenoga 1925. u Glavini Donjoj, kod Imotskoga, od majke Janje rođene Patrlj, hrvatskoga podrijetla i oca Dušana, srpskoga podrijetla. General Kadijević se oduvijek izjašnjavao kao Jugoslaven. Njegov otac Dušan je bio sudionikom Španjolskoga građanskog rata,[nedostaje izvor] te je poginuo u Španjolskoj 1936. godine. General Kadijević je 1943. godine, za vrijeme Drugog svjetskog rata, pristupio partizanima i postao članom Saveza komunista Jugoslavije. Tijekom rata je prvo bio omladinski rukovoditelj u Imotskome, a kasnije član Politodjela (političkog odjeljenja) Devetnaeste sjevernodalmatinske divizije, a potom 26. dalmatinske divizije. Kasnije je bio pomoćnik političkog komesara Prve dalmatinske udarne brigade i pomoćnik političkog komesara 26. dalmatinske divizije. 
Prema tvrdnjama umirovljenog pukovnik JNA Ivana Andrijića iz Vele Luke, Kadijević se u partizanima nije proslavio kao borac. Kad se formirala 9. dalmatinska divizija u Imotskom, ondje je bio nazočan i Veljko Kadijević. Divizija je odmah pošla na ratnu zadaću u Bosnu boriti se protiv brojčano jačeg i opremljenijeg neprijatelja. Kad je divizija došla do Vrgorca, uočili su da nema Kadijevića koji je u međuvremenu utekao. Bio je obični vojnik pa se nitko nije previše uzbuđivao zbog toga, no da je bio uhvaćen, bio bi strijeljan kao dezerter, što je bila partizanska praksa. Sablazan je izbila među bivšim suborcima poslije, jer su oni došli do minornih činova, dok je Kadijević rapidno napredovao u vojnoj hijerarhiji i već došao do čina generala, iako nije imao nikakva znanja.

### Jugoslavenska narodna armija
Po završetku rata general Kadijević je nastavio profesionalnu službu u Jugoslavenskoj narodnoj armiji, u kojoj je obnašao dužnost političkog komesara divizije, nastavnika u Višoj vojnoj akademiji JNA, komandanta divizije, načelnika štaba korpusa, pomoćnika komandanta armije i dr. Završio je Višu vojnu akademiju JNA i Ratnu školu JNA. Godine 1963. je završio Koledž za zapovjednike i generale Američke vojske (engl. US Army Command and General Staff College). Bio je savezni sekretar za narodnu obranu od 15. svibnja 1988. do 8. siječnja 1992. godine, i efektivno je zapovijedao i rukovodio, odnosno na drugi način vršio efektivnu kontrolu nad jedinicama JNA i TO-a i dobrovoljačkim jedinicama koje su djelovale u koordinaciji s JNA i pod njenim nadzorom.
Dana 12. ožujka 1991. godine, kao savezni ministar obrane SFR Jugoslavije, general Kadijević je nazočio sjednici Predsjedništva SFRJ u funkciji Vrhovne komande na kojoj su još bili: general Blagoje Adžić, Bogić Bogićević (član predsjedništva iz SR Bosne i Hercegovine), admiral Stane Brovet, Nenad Bućin (član predsjedništva iz SR Crne Gore), Borisav Jović (član predsjedništva iz SR Srbije), Jugoslav Kostić (član predsjedništva iz AP Vojvodine), Stjepan Mesić (član predsjedništva iz SR Hrvatske), Riza Sapunxhiu (član predsjedništva iz AP Kosova) i Vasil Tupurkovski (član predsjedništva iz SR Makedonije). Na toj je sjednici general Kadijević izjavio da se izazivanjem građanskoga rata stvaraju uvjeti za vanjsku intervenciju i definitivnu uspostavu marionetskih režima na prostoru SFR Jugoslavije, te da surova realnost sučeljava Oružanih snaga SFRJ s istim protivnikom kao i 1941. godine. Napomenuo je da je strani faktor već uvelike tu, najavljujući i svoju vojnu nazočnost, te da su tu i domaće snage, fašističke, ustaške, četničke, belogardijske, balističke i bugarofilske. Na toj sjednici je u ime Oružanih snaga SFRJ i Štaba vrhovne komande iznio je sljedeće prijedloge za rješavanje krize u Jugoslaviji:
1. Odmah donijeti odluku o uvođenju izvanrednog stanja na cijelom teritoriju SFRJ i suspendirati sve normativne akte koji su u suprotnosti s ustavom SFRJ i saveznim zakonima.
2. Donijeti odluku o podizanju borbene spremnosti oružanih snaga, uključujući i mobilizaciju dijela jedinica, do nivoa koji će prema procjeni Štaba vrhovne komande garantirati sprječavanje građanskoga rata. Uspješno suprostavljanje svakom pokušaju strane vojne intervencije i osiguranje uvjeta za miran, demokratski, te na ustavu i zakonima SFRJ, zasnovan rasplet jugoslavenske krize.
3. Hitno dovođenje narušenog sistema obrane zemlje u ustavne okvire. Razoružanje i rasformiranje nelegalnih oružanih sastava u skladu s naredbom Predsjedništva SFRJ od 9. siječnja 1991. godine. Potpuno realiziranje stavova i odluka Predsjedništva SFRJ u rukovođenju Teritorijalnom obranom, te stavljanje vojne obaveze u nadležnost oružanih snaga SFRJ.
4. Hitno nastaviti političke razgovore o budućem uređenju SFRJ, a u republikama čija se rukovodstva opredjeljuju za odcjepljenje, organizirati referendum na kome će se svakome narodu pružiti mogućnost za neposredno i slobodno izjašnjavanje, bez ikakvoga diktata i majorizacije.
5. Slijedeći volju naroda iskazanu na referndumu, što prije, a najkasnije u roku od šest mjeseci, donijeti ustav jugoslavenske države, organizirati višestrančke izbore i konstituirati nove organe vlasti. Buduće jugoslavensko društvo izgrađivati kao parlamentarnu demokraciju višestranačkog tipa, bez nametanja bilo kakovih i bilo čijih ideoloških nazora i monopola.
Prijedlozi Štaba vrhovne komande na kraju sjednice nisu bili prihvaćeni jednoglasno.
U Republici Hrvatskoj je za generalom Kadijevićem raspisana tjeralica zbog sumnje da je počinio kazneno djelo ratnog zločina protiv civilnog pučanstva. Protiv njega su podignute tri optužnice: prva je podignuta pred Županijskim sudom u Bjelovaru u studenome 1992., druga pred Županijskim sudom u Vukovaru 2002., a treća pred Županijskim sudom u Osijeku u svibnju 2006. godine.

### Azil u Rusiji
General Kadijević je napustio Beograd svega nekoliko sati nakon što je dobio informaciju da će biti pozvan u svojstvu osumnjičenika na ispitivanje pred istražiteljima Međunarodnog suda za ratne zločine počinjene na području bivše Jugoslavije u Haagu. Živio je u Moskvi, gdje je dobio azil od ruskih vlasti.
Umro je 2. studenoga 2014. u Moskvi.

## Djela
- Moje viđenje raspada, Beograd (1993.)
- Kontraudar, Moskva (2007.)